# Jackie Salloum
Jacqueline (Jackie) Reem Salloum (Dearborn, Míchigan) es una directora de cine y artista multimedia estadounidense de ascendencia palestino/siria. En sus trabajos documenta la historia y la memoria, además de cuestionar los estereotipos que los medios de comunicación occidentales construyen sobre la identidad árabo-musulmana. Es especialmente conocida por Slingshot Hip Hop (2008), el primer documental sobre Hip Hop palestino.

## Biografía
Nació en Dearborn, Míchigan. Su padre es sirio y su madre es palestina de Cisjordania. Recibió un B.F.A. en fotografía y diseño gráfico en la Universidad de Míchigan Oriental y un M.F.A. en la Universidad de Nueva York (2003). En la actualidad vive en Brooklyn.
Artista multimedia, trabaja en vídeo y collage explorando temas políticos y sociales con relación a las identidades árabes y las dificultades de comprensión por parte de los medios occidentales. Sus trabajos de collage contienen antiguas fotografías de su familia en Palestina y sus proyectos de video rompen estereotipos de árabes y musulmanes en películas. Su obra conectada con la cultura pop parte -explica- de su propia experiencia, enfado y frustración por la distorsión en la representación de la población árabe en los medios de comunicación y cine de Estados Unidos.
En su vídeo Arabs A-go-go (2003) utilizó imágenes de dramas, musicales y comedias románticas árabes. En su segundo vídeo Planet of the Arabs (2004) recogió materiales de Hollywood denunciando la deshumanización de árabes y musulmanes. El video inspirado en el libro Reel Bad Arabs de Jack Shaheen recibió el International Editing Award del Festival de Cine de Tejas y fue presentado en la selección oficial del Festival de Cine Sundance en 2005. Pasaron cinco años del primer trabajo cuando Salloum logró fondos para rodar Slingshot Hip Hop (2008) el primer documental sobre el Hip Hop palestino con raperos de Gaza, Cisjordania e Isarel protagonizado por los pioneros del rap palestino DAM con quien ha seguido colaborando.  
En 2012 codirigió junto a Suhail Nafar el corto "Yala to the Moon" participando también en la escritura del guion y la edición, seleccionado por el Tiff Kids film festival de Toronto.
En 2013 dirigió con Suhail Nafar como asistente el videoclip oficial de DAM "If I Could Go Back in Time" el primer single del álbum DAM "Dabkeh on the Moon" en el que se denuncian los crímenes de honor.
Salloum también ha realizado proyectos satíricos utilizando juguetes como Caterrorpillar bulldozer (2002) denunciando a la corporación Caterpillar por la construcción de asentamientos ilegales en tierras palestinas derribando casas palestinas y cortando olivos milenarios.